# Marthe Debes
Pour les articles homonymes, voir Debès.
Marthe Désirée Debes, née le 25 novembre 1893 à Paris et morte le 20 septembre 1967 à Villeneuve-les-Bordes, est une peintre et portraitiste française.

## Biographie
Fille d'un typographe, Marthe Debes naît le 25 novembre 1893 dans le 1er arrondissement de Paris.
Élève de Jean-Paul Laurens et de Paul Albert Laurens, on lui doit des portraits, des paysages et des natures-mortes. Elle expose au Salon des artistes français de 1912 et y obtient une mention honorable en 1924 et une médaille de bronze l'année suivante. En 1929 elle y présente la toile Dinotte et une nature-morte. 

## Distinction
- Prix Galimard-Jaubert, 1925[5]